# Франя Шрамек
Франя Шрамек (чеськ. Fráňa Šrámek; 19 січня 1877 Соботка, Богемське королівство, Австро-Угорщина — 1 липня 1952 Прага, Чехословаччина) — чеський анархіст, поет і імпресіоніст.

## Біографія
Шрамек народився 19 січня 1877 році в місті Соботка в родині чиновника. Навчався в гімназії, потім в Празькому університеті. Однак, навчання в університеті було перервано — Шрамека призвали в армію, де прослужив довше звичайного через антивоєнні погляди. Повернувшись з армії, Шрамек кидає університет і присвячує себе літературі. В 1901 році в журналі «Новий культ» публікуються перші вірші Шрамека. З 1903 року він живе в Празі, де зв'язується з анархістами-революціонерами. Брав участь в демонстраціях, за свій вірш «У ньому говориться, що я пишу» («Píšou mí psaní») двічі сидів у в'язниці.
Взяв участь в Першій світовій війні, спочатку на Східному, потім на Південному фронті. Участь у війні сприяло у Шрамека зміцненню антимілітаризму.
Після війни Шрамек познайомився з групою літераторів Карела Чапека. Вів самітницьке життя в Празі, іноді відвідуючи рідну Соботку. У роки окупації Чехословаччини Шрамек майже не виходив зі своєї квартири, де активно складав вірші. Тоді вийшла збірка «Троянди і рани». Помер 1 липня 1952 року в Празі.

## Творчість
У своїх віршах і прозі Шрамек використовує розроблені ним прийоми, в їх числі ліричність, що виходить на перший план за рахунок ослаблення сюжетної лінії, відображення духовної атмосфери, крах ілюзій. Найзначніший роман Шрамека, «Срібний вітер» (1910, перероблений в 1921 році), написаний в стилі імпресіонізм. Також яскравим проявом імпресіонізму в творчості автора є п'єси «Літо» і «Місяць над рікою» (1922). Також відома одна з його одноактових п'єс — «Червень» (1905).